# بخش مرکزی شهرستان خور و بیابانک
بخش مرکزی شهرستان خور و بیابانک تنها بخش تابع شهرستان خور و بیابانک در استان اصفهان ایران است.

## تقسیمات کشوری
- بخش مرکزی شهرستان خور و بیابانک 
  - دهستان بیابانک
  - دهستان جندق
  - دهستان نخلستان

شهرها: خور ، جندق ، فرخی

## جمعیت
براساس سرشماری عمومی نفوس و مسکن در سال ۱۳۹۵، جمعیت بخش مرکزی شهرستان خور و بیابانک برابر با ۱۹،۷۶۱ نفر بوده‌است.